# Висока проба
«Висока проба» («Высокая проба») — радянський художній фільм 1983 року, знятий режисером Ігорем Усовим на кіностудії «Ленфільм».

## Сюжет
Телефільм за мотивами роману Є. Воєводіна «Своя вина». Призначений на посаду начальника ливарного цеху Сергій Ільїн висуває перед керівництвом заводу план реорганізації роботи. Ці пропозиції знаходять як своїх прихильників, і противників.

## У ролях
- Анатолій Кузнецов — Сергій Миколайович Ільїн, начальник ливарного цеху
- Сергій Єромирцев — Ільїн в дитинстві
- Ада Роговцева — Ольга Дмитрівна, робітниця заводу
- Наталія Симонова — Ольга в дитинстві
- Ірина Губанова — Надія, дружина Ільїна
- Євген Меньшов — Костя Коптюгов, ливарник, бригадир
- Тетяна Лаврентьєва — Ніна Водоларська, робітниця ВТК заводу
- Олександр Самойлов — Олександр Будиловський, ливарник, рабкор
- Валерій Захар'єв — Сергій Усвятцев, ливарник
- Віктор Сибільов — Сергій, син Сергія Миколайовича та Надії Ільїних, колишній студент педагогічного, ливарник
- Олександр Пашутін — Павло Трохимович Малигін, заступник начальника цеху
- Юрій Башков — Лев Іванович Штоков, працівник заводу
- Вітаутас Паукште — Едуард Янович Воол, голова місцевого комітету
- Олексій Булдаков — Бусловін, металург
- Станіслав Ландграф — Олександр Іванович Званцев, працівник заводу
- Юрій Лазарев — Андрій Георгійович Нечаєв, парторг заводу
- Микола Волков — Ілля Захарович Заостровцев, головний інженер заводу
- Юрій Медведєв — Юрій Миколайович Чиркін, ливарник, батько Олени
- Катерина Зінченко — Олена Чиркіна, робітниця заводу, дочка Юрія Миколайовича
- Володимир Самойлов — Микола Павлович Муравйов, лікар, професор, друг Ільїна по дитячому будинку
- Микола Боярський — Степан Тимофійович Левицький, старий начальник цеху
- Лілія Гурова — вчителька
- Олена Дріацька — співачка
- Тетяна Іванова — Марія Василівна, секретар начальника цеху
- Людмила Колпакова — Іра, лікар
- Н. Корнєєва — Олена Михайлівна, дружина Левицького
- Станіслав Соколов — Слава
- Анатолій Алексєєв — Трохим Никифорович, тесть Ільїна (озвучив І. Єфімов)
- Володимир Борчанінов — епізод
- Тетяна Канаєва — Іра Жельська, заводський архіваріус
- Ганна Лисянська — теща Ільїна
- Павло Первушин — кок
- Валентина Кособуцька — радіокореспондент
- А. Петров — радіокореспондент
- Аня Бадхен — дівчинка у дитбудинку
- Оля Волкова — дівчинка у дитбудинку
- Іра Груздєва — дівчинка у дитбудинку
- Володя Усов — хлопчик у дитбудинку
- Вадим Міхєєнко — учасник наради
- Олена Андерегг — кореспондент
- Ігор Усов — режисер телепередачі
- Ірина Дмитракова — робітниця заводу
- Віктор Богданов — Віктор Павлович
- Вадим Волюнов — епізод
- Сергій Кошонін — епізод
- Юрій Гамзін — епізод

## Знімальна група
- Режисер — Ігор Усов
- Сценарист — Арнольд Вітоль
- Оператор — Ростислав Давидов
- Композитор — Ольга Петрова
- Художник — Ігор Вускович